# Masardis
La ville de Masardis est située dans le comté d'Aroostook, dans l’État du Maine, aux États-Unis. Sa population s’élevait à 249 habitants lors du recensement de 2010, estimée à 241 habitants en 2014. 

## Source
- (en) Cet article est partiellement ou en totalité issu de l’article de Wikipédia en anglais intitulé « Masardis, Maine » (voir la liste des auteurs).